# Anomaloglossus beebei
Anomaloglossus beebei е вид жаба от семейство Aromobatidae. Видът е световно застрашен, със статут Уязвим.

## Разпространение
Разпространен е в Гвиана.

## Описание
Популацията на вида е стабилна.